# Theodor Olán
Johan Wilhelm Theodor Olán, född 8 maj 1854 i Marstrand, död där 1934, var ingenjör som arbetade med att sälja in elektriskt glödlampsljus i Sverige, på uppmaning av The Edison Electric Light Company. 
Olán var son till Carl Magnus Olsson, som var fyrmästaren, skeppsmätaren och ledamot av stadsfullmäktige, och Anna Charlotta Sandberg. Olán tog studenten i Göteborg 1875, studerade vidare vid Uppsala universitet 1875–1877, extraelev vid bergsskolan 1880-1881. Samma år som han gick ur bergsskolan fick han tjänst hos The Edison Electric Light Company i London. För företagets räkning installerade han lampor i kungliga slottet i Stockholm. Ett annat tidigt uppdrag var att för Pontus och Göthilda Fürstenberg ordna belysningen i Fürstenbergska palatset i Brunnsparken i Göteborg. År 1889 flyttade han till New York och blev verkställande direktör för The Phito Mining Company i Klondyke. Sedan återvände han till Marstrand. År 1898 gifte han sig med Mary Ellen Stevens.